# Митридат (пьеса)
«Митридат» (фр. Mithridate) — трагедия французского драматурга Жана Расина, написанная и поставленная на сцене в 1673 году. Её заглавный герой — царь Понта Митридат VI Эвпатор, долго боровшийся с Римом. Авторы советской «Литературной энциклопедии» характеризуют «Митридата» как «трагедию, насыщенную политическими интересами», в которой Расин «состязался с Корнелем на его собственном поприще».
Вольфганг Амадей Моцарт написал на сюжет трагедии оперу «Митридат, царь Понтийский» (1770). Этой теме посвятили свои оперы Франческо Арайя, Антонио Кальдара, Никола Порпора, Д. Террадельяс, Антонио Саккини, К. Гаспарини и другие композиторы.